# Signum
El signum es un tipo de enseña de los ejércitos de la Antigua Roma. Tenía una función utilitaria al servir para congregar en un punto a diferentes unidades del ejército, una función simbólica en función de los elementos representados y una función religiosa en el caso del signum legionario.

## Características
El signum tuvo diferentes representaciones de animales en varias épocas de las que Plinio el Viejo enumera cinco: el águila, el lobo, el minotauro, el caballo y el oso.
En particular, la enseña del manípulo del Ejército romano era una mano abierta colocada en la parte superior de un asta. Posteriormente fue complementado con un estandarte (vexillum) o placa metálica con el nombre de la unidad. La mano abierta serviría para realizar el juramento de fidelidad de los legionarios al centurión.
El emblema de la legión romana era el águila, en bronce, plata u oro, que les servía también como deidad. 
Con el tiempo, se añadieron diferentes ornamentos para recompensar los méritos de las unidades, como las faleras, palmas o coronas con diferentes tipos de hojas.
El soldado que portaba el signum, el signifer, ganaba el doble del salario normal al estar expuesto a mayor peligro. 
En sentido amplio, el signum abarca todas las enseñas del ejército romano, desde el águila para las legiones hasta el vexillum para las cohortes.